# 이효비
이효비(2013년 2월 21일 ~ )는 대한민국의 배우이다.

## 출연 작품

### 드라마
| 연도 | 방송사   | 제목                         | 역할           | 비고        |
| ---- | -------- | ---------------------------- | -------------- | ----------- |
| 2017 | SBS      | 언니는 살아있다              |                |             |
| 2018 | OCN      | 미스트리스                   | 한아연         |             |
| 2018 | JTBC     | 미스 함무라비                | 한아름         |             |
| 2018 | SBS      | 서른이지만 열일곱입니다      | 어린 우서리    | 신혜선 아역 |
| 2019 | KBS2     | 왜그래 풍상씨                |                |             |
| 2019 | KBS2     | 동네변호사 조들호 2: 죄와 벌 | 김서윤         |             |
| 2019 | TVN      | 그녀의 사생활                |                |             |
| 2019 | TVN      | 아스달연대기                 |                |             |
| 2019 | KBS2     | 우아한 모녀                  | 어린 홍세라    | 오채이 아역 |
| 2020 | 넷플릭스 | 보건교사 안은영              | 어린 안은영    | 정유미 아역 |
| 2020 | tvN      | 머니게임                     | 어린 이혜준    | 심은경 아역 |
| 2020 | SBS      | 펜트하우스                   |                |             |
| 2020 | MBN      | 나의 위험한 아내             | 채림           |             |
| 2020 | OCN      | 미씽: 그들이 있었다          | 현지           |             |
| 2021 | MBC      | 두 번째 남편                 | 어린 봉선화    | 엄현경 아역 |
| 2021 | KBS2     | 달리와 감자탕                | 어린 김달리 역 | 박규영 아역 |
| 2021 | seezn    | 크라임 퍼즐                  | 어린 김유희    | 고아성 아역 |
| 2021 | tvN      | 지리산                       | 어린 금례      | 예수정 아역 |
| 2022 | tvN      | 군검사 도베르만              | 어린 우인      | 조보아 아역 |
| 2022 | MBC      | 지금부터, 쇼타임!            | 희영           |             |

### 영화
- 2019년 《오만》 - 김소라 역
- 2022년 《안녕하세요》 - 어린 수미 역
- 2022년 《윤시내가 사라졌다》 - 어린 하다 역
- 2024 《보호자》 - 준호딸 역
- 2024 《악마가이사왔다》 - 어린선지 역

### 광고
- 2020년 뉴발란스키즈 - WINTER FAIRY TALE CAMPAIGN AD

## 학력
- 야탑초등학교